# Alejandro Toledo
Alejandro Toledo Celestino Manrique (tiếng Tây Ban Nha: [alexandɾo Toledo]; sinh ngày 28 tháng 3 năm 1946) là một chính trị gia người Peru là tổng thống Peru, từ năm 2001 đến năm 2006. Ông được bầu vào tháng 4 năm 2001, đánh bại cựu Tổng thống Alan García. Toledo đã đến nổi bật quốc tế sau khi lãnh đạo phe đối lập chống Tổng thống Alberto Fujimori, người giữ chức tổng thống 1990-2000.

## Tiểu sử
Toledo sinh ra trong một gia đình nghèo khó của nông dân bản địa về di sản Quechua. Ông là người con thứ tám của mười sáu anh chị em, bảy người trong số đó đã chết trong thời thơ ấu. Ông sinh ra ở làng Ferrer, Bolognesi, nhưng đăng ký ở các thị trấn gần đó Cabana, tỉnh Pallasca, vùng Ancash.
Lúc còn là đứa trẻ, cậu bé đã làm đánh giày, bán báo và vé số. Khi, lúc 11 tuổi, cậu đã hoàn thành lớp học, cha cậu muốn cậu thôi học để đi làm giúp kiếm tiền cho gia đình. Với sự khuyến khích của thầy mình, Toledo đã có thể tiếp tục việc học của mình bằng đêm và cuối tuần làm việc, trở thành người đầu tiên trong gia đình vào đại học. Toledo cuối cùng tìm thấy việc làm phóng viên tin tức cho La Prensa trong Chimbote, nơi anh đã phỏng vấn một số chính trị gia cấp cao.
Triển vọng của Toledo được cải thiện khi hai tình nguyện viên Peace Corps, Joel Meister và Nancy Deeds, đến Chimbote tìm kiếm chỗ ở và đi đến nhà của gia đình anh. Hai người Mỹ đã được rút ra để thay bằng Toledo bởi "sự cần cù và quyến rũ" của anh và cuộc trò chuyện dài của mình với họ trong năm mà theo sau giới thiệu Toledo tới một thế giới bên ngoài ngôi làng đánh cá nhỏ của mình và cảm hứng cho ông để xin học bổng một công dân nhóm địa phương để đi học ở Hoa Kỳ. Anh đã được lựa chọn để nhận một khoản tài trợ một năm, và trong khi tại Hoa Kỳ, hành động và Meister đã giúp anh nhận được vào các trường Đại học của chương trình đặc biệt của San Francisco cho những người không nói tiếng Anh.
Toledo đã nhận bằng cử nhân kinh tế và quản trị kinh doanh tại Đại học San Francisco bằng cách lấy một học bổng bóng đá một phần và làm việc bán thời gian ở trạm bơm khí. Sau đó ông tham dự Đại học Stanford, kiếm lấy bằng thạc sĩ về kinh tế và kinh tế của nguồn nhân lực, sau đó ông nhận bằng tiến sĩ về kinh tế của nguồn nhân lực trong năm 1993 tại Stanford Graduate School of Education.